# Truyện Kiều
Đoạn trường tân thanh (chữ Hán: 斷腸新聲), thường được biết đến với cái tên đơn giản là Truyện Kiều (chữ Nôm: 傳翹), là một truyện thơ của đại thi hào Nguyễn Du. Đây được xem là truyện thơ nổi tiếng nhất và xét vào hàng kinh điển trong văn học Việt Nam, tác phẩm được viết bằng chữ Nôm, theo thể lục bát, gồm 3.254 câu.

## Hoàn cảnh ra đời
Có thuyết nói Nguyễn Du viết Truyện Kiều sau khi đi sứ Trung Quốc (1814–1820). Lại có thuyết nói ông viết trước khi đi sứ, có thể vào khoảng cuối thời Lê đầu thời Tây Sơn. Thuyết sau được nhiều người chấp nhận hơn. Ngay sau khi ra đời, Truyện Kiều được nhiều nơi khắc in và lưu hành rộng rãi. Hai bản in xưa nhất hiện còn là bản của Liễu Văn Đường (1871) và bản của Duy Minh Thị (1872), đều ở thời vua Tự Đức.
Truyện dựa theo cốt truyện văn xuôi Kim Vân Kiều của Thanh Tâm Tài Nhân, lấy bối cảnh Trung Quốc thời vua Gia Tĩnh Đế đời nhà Minh (từ năm 1521 tới năm 1567).
Bản in khắc đầu tiên năm 1902 có tựa chính thức là Đoạn trường tân thanh (chữ Hán: 斷腸新聲). Đoạn - đứt; trường - ruột; tân - mới; thanh - tiếng kêu. Mang nghĩa là "tiếng kêu mới về nỗi lòng đau đứt ruột".

## Lược truyện

### Tác giả nêu luận đề
Nguyễn Du đem thuyết "tài mệnh tương đố" (tài và mệnh ghét nhau) làm luận đề cuốn truyện

### Chị em Thúy Kiều
Vào khoảng thời vua Minh Thế Tông, trong một gia đình viên ngoại (員外) họ Vương (王) có ba người con là Thuý Kiều (翠翹) (trưởng nữ), Thuý Vân (翠雲) (thứ nữ) và Vương Quan (王觀) (con trai út). Hai chị em Thuý Kiều và Thuý Vân thì "mỗi người một vẻ, mười phân vẹn mười", nhưng "so bề tài sắc" thì Thúy Kiều "lại là phần hơn".
頭弄𠄩婀素娥
翠翹羅姊, 㛪羅翠雲
梅骨格, 雪精神
每𠊚沒𨤔, 𨑮分援𨑮

### Kiều thăm mộ Đạm Tiên
Trong một lần đi tảo mộ vào tết Thanh minh, khi đi qua mộ Đạm Tiên (淡仙), một "nấm đất bên đường", Kiều đã khóc thương và không khỏi cảm thấy ái ngại cho một "kiếp hồng nhan", "nổi danh tài sắc một thì" mà giờ đây "hương khói vắng tanh". Vốn là một con người giàu tình cảm và tinh tế nên Kiều cũng đã liên cảm tới thân phận của mình và của những người phụ nữ nói chung:
𤴬疸台分彈婆
𠳒񠒻分薄拱񠒻𠳒終

### Kim Kiều gặp gỡ

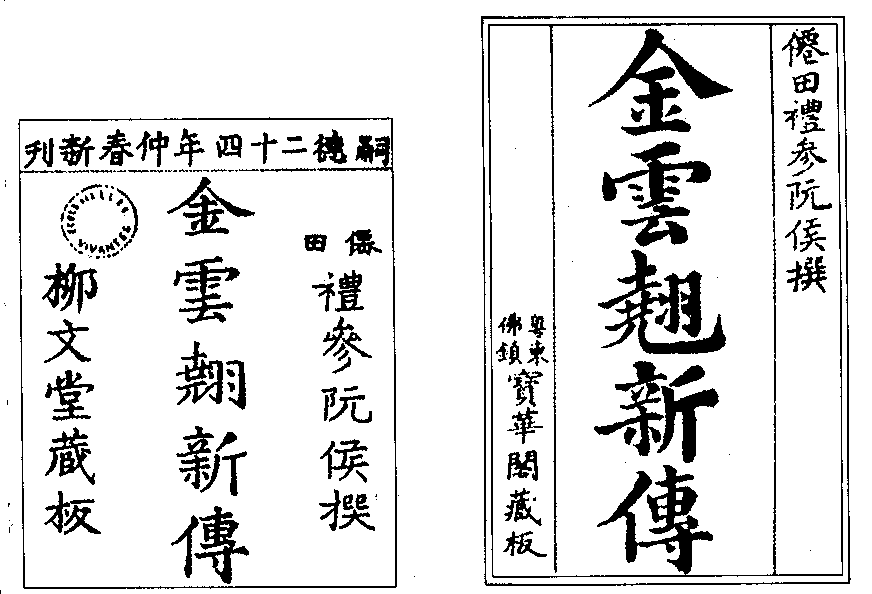
Hai bản"Kim Vân Kiều tân truyện"(金雲翹新傳), bìa bên trái là"Liễu Văn đường tàng bản"(柳文堂藏板) in năm 1871, bên phải là"Bảo Hoa các tàng bản"(寶華閣藏板) in năm 1879

Cũng trong ngày hôm đó, Kiều đã gặp Kim Trọng (金重), là một người "vốn nhà trâm anh", là bạn đồng môn với Vương Quan, từ lâu đã "thầm thương trộm nhớ" nàng. Bên cạnh đó thì Kim Trọng cũng là người "vào trong phong nhã, ra ngoài hào hoa". Tuy chưa kịp nói với nhau một lời nhưng sau cuộc gặp gỡ này thì "tình trong như đã, mặt ngoài còn e". Tiếp sau lần gặp gỡ ấy là mối tương tư:
Người đâu gặp gỡ làm chi,
Trăm năm biết có duyên gì hay không?
Kim Trọng vì tương tư Kiều nên đã quên hết cả thú vui hàng ngày, tìm cách chuyển đến ở gần nhà Kiều. Sau đó mấy tuần trăng thì Kim Trọng – Kiều đã gặp nhau, Kiều đã nhận lời Kim Trọng và họ đã trao đổi món kỷ vật cho nhau. Nhiều lần Kim Trọng cũng muốn "vượt rào" nhưng Thuý Kiều là một người sắc sảo và biết giữ mình, cô đã thuyết phục được Kim Trọng chờ đợi tới ngày hai người kết hôn:
Đã cho vào bậc bố kinh
Đạo tòng phu lấy chữ trinh làm đầu.
Ra tuồng trên bộc trong dâu.
Thì con người ấy ai cầu làm chi
...
Vội chi liễu ép hoa nài,
Còn thân ắt lại đền bồi có khi!
Thấy lời đoan chính dễ nghe,
Chàng càng thêm nể thêm vì mười phân.

### Kiều bán thân chuộc cha và trao duyên cho Thúy Vân
Tai họa đã đột ngột ập đến Vương gia trong lúc người thiếu nữ còn đang thổn thức với mối tình đầu. Thằng bán tơ đã lén chôn một chai rượu vào vườn nhà Kiều rồi vu oan cho Vương ông tội buôn lậu rượu.  Ngay lập tức, bọn sai nha xông vào, treo ngược Vương ông và Vương Quan lên trần nhà. Trong hoàn cảnh lâm li bi đát như vậy, Kiều đành phải đi đến quyết định bán mình để chuộc cha và em, nhưng nàng không quên lời hẹn ước với Kim Trọng trước khi chàng về Liêu Dương để chịu tang chú. Thuý Kiều đã nhờ cậy Thuý Vân thay mình trả lời hẹn ước với Kim Trọng:
Cậy em, em có chịu lời,
Ngồi lên cho chị lạy rồi sẽ thưa.
Trao duyên cho em xong, nàng cảm thấy xót thương cho thân phận của chính mình:
Phận sao phận bạc như vôi
Đã đành nước chảy hoa trôi lỡ làng
Ôi Kim lang! Hỡi Kim lang!
Thôi thôi thiếp đã phụ chàng từ đây!
Do đau thương quá nên Thuý Kiều đã ngất đi trên tay người thân.

### Mã giám sinh mua Kiều và Tú bà đem ra lầu Ngưng Bích
Mã giám sinh (馬監生, nghĩa: "giám sinh họ Mã") vốn là  "một đứa phong tình đã quen" cùng với Tú Bà mở hàng "buôn phấn bán hương", chuyên đi mua gái ở các chốn về lầu xanh. Thấy Thuý Kiều như là một món hàng ngon, nhất quyết mua về với giá 400 lượng vàng, bề ngoài Mã giám sinh tuyên bố là lấy Kiều về làm vợ. Nhưng sau khi lấy đi sự trong trắng của Kiều, "con ong đã tỏ đường đi lối về". Hắn đưa Kiều vào lầu xanh, ở đây nàng đã bị Tú bà (秀婆, nghĩa là "bà Tú") bắt phải tiếp khách. Nàng nhất quyết không chịu, tự vẫn bằng dao nhưng không chết. Tú bà hoảng hốt bèn giả vờ ngọt ngào: "Con cứ bình tĩnh. Tất cả chỉ là hiểu lầm. Nếu con cảm thấy nghề kỹ nữ là nghề nhục nhã thì thôi không phải làm nữa. Ta sẽ gả chồng cho con để lấy lại 400 lượng vàng" và nhượng bộ cho nàng ra ở lầu Ngưng Bích (凝碧). Ở nơi này, nỗi nhớ người thân luôn luôn ấp ủ trong lòng đặc biệt là nỗi nhớ mối tình của nàng với Kim Trọng
Tưởng người dưới nguyệt chén đồng
Tin sương luống những rày trông mai chờ
Bên trời góc bể bơ vơ
Tấm son gột rửa bao giờ cho phai.
Xót người tựa cửa hôm mai,
Quạt nồng ấp lạnh những ai đó giờ?
Sân Lai cách mấy nắng mưa,
Có khi gốc tử đã vừa người ôm.
Và nỗi buồn của người thiếu nữ được thể hiện qua những câu thơ chất chứa đầy cảm xúc:
Buồn trông cửa bể chiều hôm
Thuyền ai thấp thoáng cánh buồm xa xa?
Buồn trông ngọn nước mới sa
Hoa trôi man mác biết là về đâu?
Buồn trông nội cỏ rầu rầu
Chân mây mặt đất một màu xanh xanh
Buồn trông gió cuốn mặt duềnh
Ầm ầm tiếng sóng kêu quanh ghế ngồi...

### Nỗi thương mình
Sống một mình giữa không gian mênh mông xa vắng đó nên khi gặp Sở Khanh (楚卿), một gã có "hình dong chải chuốt, áo khăn dịu dàng" và cũng khá "văn vẻ", cô như người đang sắp chết đuối vớ được cọc mà không còn bình tĩnh nhận ra lời lừa gạt sáo rỗng của Sở Khanh.
Than ôi! Sắc nước hương trời,
Tiếc cho đâu bỗng lạc loài đến đây?...
Kiều vội vàng tin Sở Khanh và cùng Sở Khanh trốn thoát khỏi lầu Ngưng Bích. Cô nào ngờ mình đã rơi vào lưới do Tú bà giăng sẵn để giữ cô lại vĩnh viễn ở lầu xanh. Chưa kịp cao chạy xa bay thì Tú bà đến và lúc này nàng mới rõ bản chất con người Sở Khanh:
Bạc tình, nổi tiếng lầu xanh,
Một tay chôn biết mấy cành phù dung!...
Bị Tú bà đánh, nàng đành phải chịu quy phục, mặc cho thể xác "đến phong trần, cũng phong trần như ai" và cảm thấy xót xa cho chính bản thân mình:
Khi tỉnh rượu, lúc tàn canh,
Giật mình, mình lại thương mình xót xa…

### Kiều gặp Thúc Sinh
Thúc sinh (束生, nghĩa là "thư sinh họ Thúc") tuy đã có vợ là Hoạn thư (宦姐, nghĩa là "chị Hoạn") nhưng cũng là người "mộ tiếng Kiều nhi" từ lâu. Thúc sinh trong tác phẩm này có lẽ là có diễn biến tình cảm, tâm tư mang tính của con người trong "đời thường" nhất, chứ không cách điệu nhiều như những nhân vật khác trong tác phẩm. Thế giới của Thúc sinh là thế giới của đam mê và là sứ giả phong lưu của tình dục. Chưa có một "đấng nam nhi" nào trong truyện Kiều có cách nhìn nâng tấm thân của Kiều lên tầm thẩm mỹ như Thúc Sinh
Rõ màu trong ngọc trắng ngà!
Dày dày sẵn đúc một tòa thiên nhiên...
Do vậy Kiều đã ham sống và tự tin hơn về tương lai số phận của mình. Hai người vui vẻ bên nhau "ý hợp tâm đầu".
Khi hương sớm khi trà trưa,
Bàn vây điểm nước đường tơ họa đàn...
Thúc sinh đã chuộc Thuý Kiều ra khỏi lầu xanh. Tuy nhiên, vì là gái lầu xanh Kiều đã không được Thúc ông (束翁, nghĩa là "ông Thúc"), cha của Thúc sinh, thừa nhận. Thúc ông đã đưa Kiều lên quan xét xử:
Phong lôi nổi trận bời bời,
Nặng lòng e ấp tính bài phân chia.
Quyết ngay biện bạch một bề,
Dạy cho má phấn lại về lầu xanh!...
Kiều cam tâm chịu kiếp lẽ mọn để được hưởng hạnh phúc yên bình của gia đình, tuy không được trọn vẹn với Thúc Sinh. Không chịu quay về lầu xanh nên lại thêm một lần nữa Kiều gặp cảnh khốn khổ:
Dạy rằng: Cứ phép gia hình!
Ba cây chập lại một cành mẫu đơn.
Phận đành chi dám kêu oan,
Đào hoen quẹn má liễu tan tác mày.
Một sân lầm cát đã đầy,
Gương lờ nước thủy mai gầy vóc sương.
Thấy Thúc sinh đau khổ khi thấy Kiều vì mình mà gặp nạn, quan kia đã cho Kiều làm một bài thơ bày tỏ nỗi niềm. Đọc thơ của Kiều, vị quan khen ngợi rồi khuyên Thúc ông nên rộng lượng chấp nhận Kiều lại cho đồ sính lễ cưới xin. Nhờ thế Kiều thoát kiếp thanh lâu nhưng chưa được bao lâu thì nàng lại mắc vạ với Hoạn Thư, vợ cả của Thúc Sinh.

### Kiều và Hoạn Thư
Khi biết chuyện, cha Thúc sinh nổi giận đòi trả Kiều trở về chốn cũ, nhưng khi nhận thấy Thuý Kiều tâm hồn đức hạnh lại tài sắc vẹn toàn, có tài làm thơ, cha của Thúc sinh cũng đành thừa nhận Kiều:
Thương vì hạnh trọng vì tài,
Thúc ông thôi cũng dẹp lời phong ba.
Kiều đã ở cùng Thúc sinh suốt một năm ròng và vẫn luôn khuyên Thúc sinh về thăm vợ cả Hoạn thư, họ vẫn chưa có con chung sau nhiều năm sống cùng nhau. Sau chuyến đi thăm và quay trở lại gặp Kiều, Thúc sinh không ngờ rằng Hoạn thư đã sai gia nhân đi tắt đường biển để bắt Thuý Kiều về tra hỏi. Thuý Kiều bị tưới thuốc mê bắt mang đi, còn mọi người trong nhà lúc đó cứ ngỡ cô bị chết cháy sau trận hỏa hoạn. Kiều trở thành thị tì nhà Hoạn thư với cái tên là Hoa Nô (花奴). Lúc Thúc sinh về nhà, nhìn thấy Thuý Kiều bị bắt ra chào mình, "phách lạc hồn xiêu", chàng nhận ra rằng mình mắc lừa của vợ cả. Hoạn thư đã bắt Kiều phải hầu hạ, đánh đàn cho bữa tiệc của hai vợ chồng. Đánh đàn mà tâm trạng của Kiều đau đớn và rất buồn bã
Bốn dây như khóc như than,
Khiến người trong tiệc cũng tan nát lòng.
Cũng trong một tiếng tơ đồng,
Người ngoài cười nụ, người trong khóc thầm.
Thế rồi, do thấy Kiều khóc nhiều, Thúc sinh bảo Hoạn thư tra khảo vì lý do gì. Thúy Kiều viết tờ khai nói rằng vì cha bị oan khiên, phải bán mình và bị lừa vào lầu xanh, sau đó có người chuộc ra làm vợ, rồi chồng đi vắng, nàng bị bắt đưa vào cửa nhà quan... rất tủi nhục, bây giờ chỉ mong được vào chùa tu cho thoát nợ trần. Đọc tờ khai xong, Hoạn thư đồng ý cho Hoa Nô vào Quan Âm các (觀音閣) sau vườn để chép kinh. Thực ra, Hoạn thư đánh Kiều rất nhiều, Nguyễn Du miêu tả về "đòn ghen" của Hoạn thư là "nhẹ như bấc, nặng như chì". Hoạn Thư đã ứng xử theo thường tình hiện hữu của dân gian, là "chút dạ đàn bà, ghen tuông thì cũng người ta thường tình!"," Chồng chung, chưa dễ ai chiều cho ai". Hoạn Thư khéo léo phá vỡ dây tơ giữa Kiều và Thúc sinh, làm Kiều ra đi một cách tự nguyện. Kiều trốn khỏi Quan Âm các và đã gặp vãi Giác Duyên (覺緣). Bà đã cho Kiều sang ở tạm nhà Bạc bà (薄婆, nghĩa là " bà họ Bạc"), một Phật tử thường hay lui tới chùa. Ai ngờ "Bạc bà cùng với Tú bà đồng môn", Bạc bà đã khuyên Kiều lấy cháu mình là Bạc Hạnh (薄幸). Qua tay Bạc Hạnh, một lần nữa Kiều lại bị bán vào lầu xanh.

### Kiều gặp Từ Hải
Ở lầu xanh, Kiều "ngậm đắng nuốt cay" sống cuộc sống ô nhục. Một ngày đẹp trời, có một người khách ghé qua chơi, đó là Từ Hải (徐海), một anh hùng lừng danh thời đó: "Râu hùm hàm én mày ngài, vai năm tấc rộng, thân mười thước cao", tài năng phi thường "đường đường một đấng anh hào, côn quyền hơn sức lược thao gồm tài". Hai bên đã phải lòng nhau "Hai bên cùng liếc hai lòng cùng ưa" và Từ Hải chuộc Kiều về chốn lầu riêng. Sống với nhau được nửa năm, Từ Hải lại "động lòng bốn phương", muốn ra nơi biên thuỳ chinh chiến. Thuý Kiều muốn xin đi cùng nhưng Từ Hải không cho đi:
Nàng rằng: "Phận gái chữ tòng,
Chàng đi thiếp cũng một lòng xin đi".
Từ rằng: "Tâm phúc tương tri
Sao chưa thoát khỏi nữ nhi thường tình?..."
Trong lúc Từ Hải đi chinh chiến, nàng ở nhà nhớ tới bố mẹ chắc đã "da mồi tóc sương", còn em Thuý Vân chắc đang "tay bồng tay mang" vui duyên với Kim Trọng. Từ Hải sau đó đã chiến thắng trở về, mang binh tướng tới đón Kiều làm lễ vu quy (于歸).

### Kiều báo ân báo oán
Lúc vui mừng cũng là lúc Thúy Kiều nghĩ đến những ngày "hàn vi", nàng kể hết mọi chuyện cho Từ Hải và muốn có sự "ân đền oán trả". Bạc bà, Bạc Hạnh, Sở Khanh,... đều bị chịu gia hình, còn những vị sư đã giúp đỡ Kiều trong cơn hoạn nạn đều được thưởng. Riêng Hoạn Thư nhờ khéo nói "Rằng tôi chút phận đàn bà. Ghen tuông thì cũng người ta thường tình" nên được tha. Sau đó Kiều có gặp vãi Giác Duyên, được vãi báo rằng năm năm nữa hai người sẽ gặp nhau vì Kiều còn phải trải qua nhiều lận đận chưa đoàn tụ ngay được với gia đình.

### Kiều tự vẫn
Hồ Tôn Hiến bấy giờ là một quan tổng đốc của triều đình, mang nhiệm vụ đến khuyên giải Từ Hải đầu hàng và quy phục triều đình. Hồ Tôn Hiến đã bày mưu mua chuộc Thuý Kiều, đánh vào ham muốn có một cuộc sống "an bình" của phụ nữ, nàng đã thật dạ tin người và xiêu lòng nghe theo lời Hồ Tôn Hiến về thuyết phục Từ Hải ra hàng:
Trên vì nước, dưới vì nhà,
Một là đắc hiếu hai là đắc trung..
Từ Hải đã phân vân:
Một tay gây dựng cơ đồ,
Bấy lâu bể Sở sông Ngô tung hoành.
Bó thân về với triều đình,
Hàng thần lơ láo phận mình ra đâu.
Áo xiêm ràng buộc lấy nhau,
Vào luồn ra cúi công hầu mà chi.
Sao bằng riêng một biên thùy,
Sức này đã dễ làm gì được nhau.
Chọc trời khuấy nước mặc dầu,
Dọc ngang nào biết trên đầu có ai...
Sau đó, Hồ Tôn Hiến đã thừa cơ bao vây, nhìn thấy Từ Hải, Thuý Kiều định lao tới để tự vẫn nhưng chàng bị mắc mưu và đã "chết đứng giữa đàng". Thuý Kiều cảm thấy hối tiếc và dằn vặt bản thân:
Mặt nào trông thấy nhau đây?
Thà liều sống thác một ngày với nhau!...
Hồ Tôn Hiến đang đà thắng đã ép Kiều phải "thị yến dưới màn", Thuý Kiều đã khóc thương và xin được mang Từ Hải đi chôn cất. Hồ Tôn Hiến đã chấp nhận cho "cảo táng di hình bên sông". Biết nàng giỏi đàn, Hồ Tôn Hiến bắt nàng phải chơi, Kiều đã thể hiện nỗi lòng mình qua tiếng đàn:
Một cung gió thảm mưa sầu,
Bốn dây nhỏ máu năm đầu ngón tay!
Ve ngâm vượn hót nào tày,
Lọt tai Hồ cũng nhăn mày rơi châu...
Sáng hôm sau, để tránh lời đàm tiếu về mình, Hồ Tôn Hiến đã gán ngay Kiều cho người thổ quan. Trên con thuyền, Kiều nhớ tới lời của Đạm Tiên xưa đã nói với mình trong mộng "Sông Tiền Đường sẽ hẹn hò về sau", nàng đã quyết định nhảy xuống sông tự trầm.

### Kim Trọng đi tìm Kiều
Về phần Kim Trọng, sau khi hộ tang chú xong, quay trở lại thì biết tin gia đình Kiều gặp nạn, Kiều đã bán mình chuộc cha. Kim Trọng đau xót:
勿𨉓𢭶這𣻆𩄎
淫洟湥玉矧蜍魂枚
𤴬𠾕段疙𠾕推
省𠚢吏哭哭耒吏迷

Vật mình vẫy gió tuôn mưa,
Dầm dề giọt ngọc thẫn thờ hồn mai.
Đau đòi đoạn ngất đòi thôi,
Tỉnh ra lại khóc, khóc rồi lại mê.
Mọi người trong nhà khuyên can hết lẽ, chàng nghe theo lời dặn của Kiều và đón cha mẹ Kiều cùng Thuý Vân sang nhà chăm lo phụng dưỡng, đồng thời vẫn đưa tin tìm kiếm nàng khắp nơi. Tuy "sâu duyên mới" nhưng chàng lại "càng giàu tình xưa". Vương Quan và Kim Trọng sau đó đều đỗ đạt và làm quan. Sau nhiều ngày tháng tìm kiếm thì hai người mới dò la được thông tin của Thuý Kiều là đã trầm mình dưới sông Tiền Đường (錢塘). Ra đến sông, mọi người gặp vãi Giác Duyên ở đó, được biết là Thuý Kiều đã được bà cứu mạng về cưu mang. Sau đó, mọi người được dẫn về gặp lại nàng Kiều, "mừng mừng tủi tủi".

### Đoàn tụ
Sau mười lăm năm lưu lạc, Thuý Kiều đã trở về đoàn viên với gia đình. Nhưng nàng chính là người sợ việc đoàn viên hơn ai cả. Trong việc tái ngộ này, Thuý Vân chính là người đầu tiên đã lên tiếng vun vào cho chị. Nhưng trong đêm gặp lại ấy, Thuý Kiều đã tâm sự với Kim Trọng:
身殘伴濁𢵱沖
羅𢘾君子恪𢚸𠊚些
Thân tàn gạn đục khơi trong
Là nhờ quân tử khác lòng người ta...
Nàng ghi nhận tấm lòng của Kim Trọng nhưng tự thấy mình không còn xứng đáng với chàng nữa. Tuy từ chối việc kết hôn với Kim Trọng, song Kiều nguyện rằng hai người sẽ trở thành bạn tri kỷ nơi câu thơ tiếng đàn, " chẳng trong chăn gối, cũng ngoài cầm thơ".
Nguyễn Du đã gửi gắm toàn bộ thế giới quan của mình về xã hội phong kiến lúc đó qua các câu thơ nhận xét về cuộc đời lưu lạc của Thuý Kiều:
吟咍𨷈事在𡗶
𡗶箕陀八濫𠊚固身
八風塵沛風塵
朱清高買特分清高
Ngẫm hay muôn sự tại trời,
Trời kia đã bắt làm người có thân.
Bắt phong trần phải phong trần,
Cho thanh cao mới được phần thanh cao.

## Các nhân vật trong Truyện Kiều
| Nhân vật                    | Tính danh   | Tính danh              | Vai trò trong tác phẩm |
| Nhân vật                    | Họ          | Tên                    | Vai trò trong tác phẩm |
| --------------------------- | ----------- | ---------------------- | --- |
| Vương ông 王翁              | Vương 王    | (không nêu)            | Cha của Vương Thuý Kiều, Vương Thuý Vân và Vương Quan. Trong "Kim Vân Kiều truyện" hồi một nói ông tên là Vương Lưỡng Tùng (王兩松), biểu tự là Tử Trinh (子貞) nhưng trong hôn thư (婚書, văn ước kết hôn thời xưa) do Vương Thuý Kiều viết ở hồi năm thì lại ghi ông tên là Vương Chương (王章). Nhà ông ở Bắc Kinh (北京). |
| Vương bà 王婆               | (không nêu) | (không nêu)            | Vợ của Vương ông. Hồi một của "Kim Vân Kiều truyện" nói bà họ Kinh (京) nhưng trong hôn thư do Vương Thuý Kiều viết ở hồi năm lại ghi bà họ Hà (何). |
| Thuý Kiều 翠翹              | Vương 王    | Thuý Kiều 翠翹         | Trưởng nữ của Vương ông, Vương bà, chị cả của Vương Thúy Vân và Vương Quan. Khi Thúy Kiều làm nữ tì trong Hoạn phủ được Hoạn phu nhân đặt cho tên là Hoa Nô (花奴). Khi Kiều vào ở trong Quan Âm các có đạo hiệu là Trạc Tuyền (濯泉). Theo "Kim Vân Kiều truyện" thì cái tên Trạc Tuyền là do Thúc sinh đặt cho Thuý Kiều theo yêu cầu của Hoạn Thư. |
| Thuý Vân                    | Vương 王    | Thuý Vân 翠雲          | Thứ nữ của Vương ông, Vương bà, em gái của Vương Thúy Kiều, chị hai của Vương Quan là Vương Kiều |
| Vương Quan 王觀             | Vương 王    | Quan 觀                | Con trai út của Vương ông, Vương bà, em của Vương Thuý Vân và Vương Thuý Kiều. |
| Đạm Tiên 淡仙               | (không nêu) | Đạm Tiên 淡仙          | Theo "Kim Vân Kiều truyện", Đạm Tiên có họ tên đây đủ là Lưu Đạm Tiên (劉淡仙). Một kỹ nữ xinh đẹp "sắc nước hương trời" nhưng bạc mệnh thời xưa. Là chủ nhân của ngôi mộ mà Thúy Kiều đã viếng và làm thơ, hiện lên trong giấc mơ của Kiều và báo trước cho nàng biết về cuộc sống trắc trở, khổ đau sau này. |
| Kim Trọng 金重              | Kim 金      | Trọng 重               | Theo "Kim Vân Kiều truyện", Trọng (重) có biểu tự là Thiên Lý (千里). Là người đã đính ước với Thúy Kiều. |
| Thằng bán tơ 繩半絲         | (không nêu) | (không nêu)            | Người đã vu oan cho cha của Kiều. |
| Mã giám sinh 馬監生         | Mã 馬       | (không nêu)            | Theo "Kim Vân Kiều truyện", Mã Giám Sinh có họ tên đầy đủ là Mã Quy (馬龜) . Và là người mua Kiều cho Tú Bà. |
| Tú bà 秀婆                  | Tú 秀       | (không nêu)            | Theo "Kim Vân Kiều truyện", Tú Bà có họ tên đầy đủ là Mã Tú (馬秀). Chủ lầu xanh nơi Kiều bị bán vào lần đầu. |
| Sở Khanh 楚卿               | Sở 楚       | Khanh 卿               | Người đàn ông có tính xấu, dâm dục, lừa tình những cô gái chân yếu tay mềm. |
| Mã Kiều                     | Mã          | Kiều                   | Người kỹ nữ ở trong lầu xanh đã từng giúp Kiều rất nhiều điều |
| Thúc sinh 束生              | Thúc 束     | (không nêu)            | Còn được gọi là "chàng Thúc" (撞束), "Thúc sinh viên" (束生員, nghĩa là"sinh viên họ Thúc"), "Thúc lang" (束郎, nghĩa là"chàng Thúc"). Trong "Truyện Kiều" có câu "Kỳ Tâm họ Thúc cũng nòi thư hương". Theo "Kim Vân Kiều truyện", Thúc Sinh có họ tên đầy đủ là "Thúc Thủ" (束守), biểu tự là Kỳ Tâm (其心). Đã đem tiền chuộc Kiều khỏi lầu xanh (lần 1) và cưới nàng làm vợ lẽ. |
| Thúc ông 束翁               | Thúc 束     | (không nêu)            | Cha của Thúc Sinh. |
| Hoạn thư 宦姐               | Hoạn 宦     | (không nêu)            | Vợ của Thúc sinh. Trong "Kim Vân Kiều truyện" Hoạn thư được gọi là "Hoạn tiểu thư" (宦小姐, nghĩa là"tiểu thư họ Hoạn) hoặc "Hoạn thị" (宦氏, nghĩa là"họ Hoạn"). "Kim Vân Kiều truyện" và "Truyện Kiều" đều không nói nhân vật tên là gì. |
| Hoạn phu nhân 宦夫人        | Hoạn 宦     | (không nêu)            | Mẹ của Hoạn thư. |
| Khuyển 犬                   | (không nêu) | Khuyển 犬              | Theo "Kim Vân Kiều truyện", Khuyển có họ tên đầy đủ là Hoạn Khuyển (宦犬). |
| Ưng 鷹                      | (không nêu) | Ưng 鷹                 | Theo "Kim Vân Kiều truyện", Ưng có tên đầy đủ là Hoạn Ưng (宦鷹). |
| Giác Duyên 覺緣             | (không nêu) | (không nêu)            | Ni cô của Quan Âm các (觀音閣). Kiều đã nương nhờ nơi cửa Phật khi bị Hoạn thư đày đoạ, nhưng sư Giác Duyên vô tình gửi nàng cho Bạc Bà, một kẻ buôn người như Tú Bà. Sau đó khi Kiều trẫm mình ở sông Tiền Đường, sư Giác Duyên đã cứu nàng và lần thứ hai Kiều nương nhờ cửa Phật. |
| Bạc bà 薄婆                 | Bạc 薄      | (không nêu)            | Chủ lầu xanh nơi Kiều bị bán vào lần hai. |
| Bạc Hạnh 薄幸               | Bạc 薄      | Hạnh 幸                | |
| Từ Hải 徐海                 | Từ 徐       | Hải 海                 | Một chỉ huy cướp biển, đối kháng với nhà Minh (trong nguyên tác).Trong tác phẩm của Nguyễn Du, ông đã xây dựng nhân vật Từ Hải là một người anh hùng có bản lĩnh. Đã đem tiền chuộc Kiều khỏi lầu xanh (lần hai) và cưới nàng làm vợ, sau đó giúp Thúy Kiều báo thù những người đã hãm hại nàng cũng như đền ơn những người giúp đỡ Kiều, hai người sống với nhau hạnh phúc."Trai anh hùng gái thuyền quyên - Phỉ nguyền sánh phượng đẹp duyên cưỡi rồng". Nhưng về sau, ông bị Hồ Tôn Hiến - một viên quan Tổng đốc của triều đình nhà Minh - đánh bại và "chết đứng":"Trơ như đá, vững như đồng,/ Ai lấy chẳng chuyển ai rung chẳng rời." |
| Hồ Tông/Tôn Hiến 胡宗／尊憲 | Hồ 胡       | Tông/Tôn Hiến 宗／尊憲 | Tổng đốc nhà Minh, đem quân triều đình đi tiếu phạt và giết được Từ Hải, bắt sống Thúy Kiều. |

## Tầm ảnh hưởng

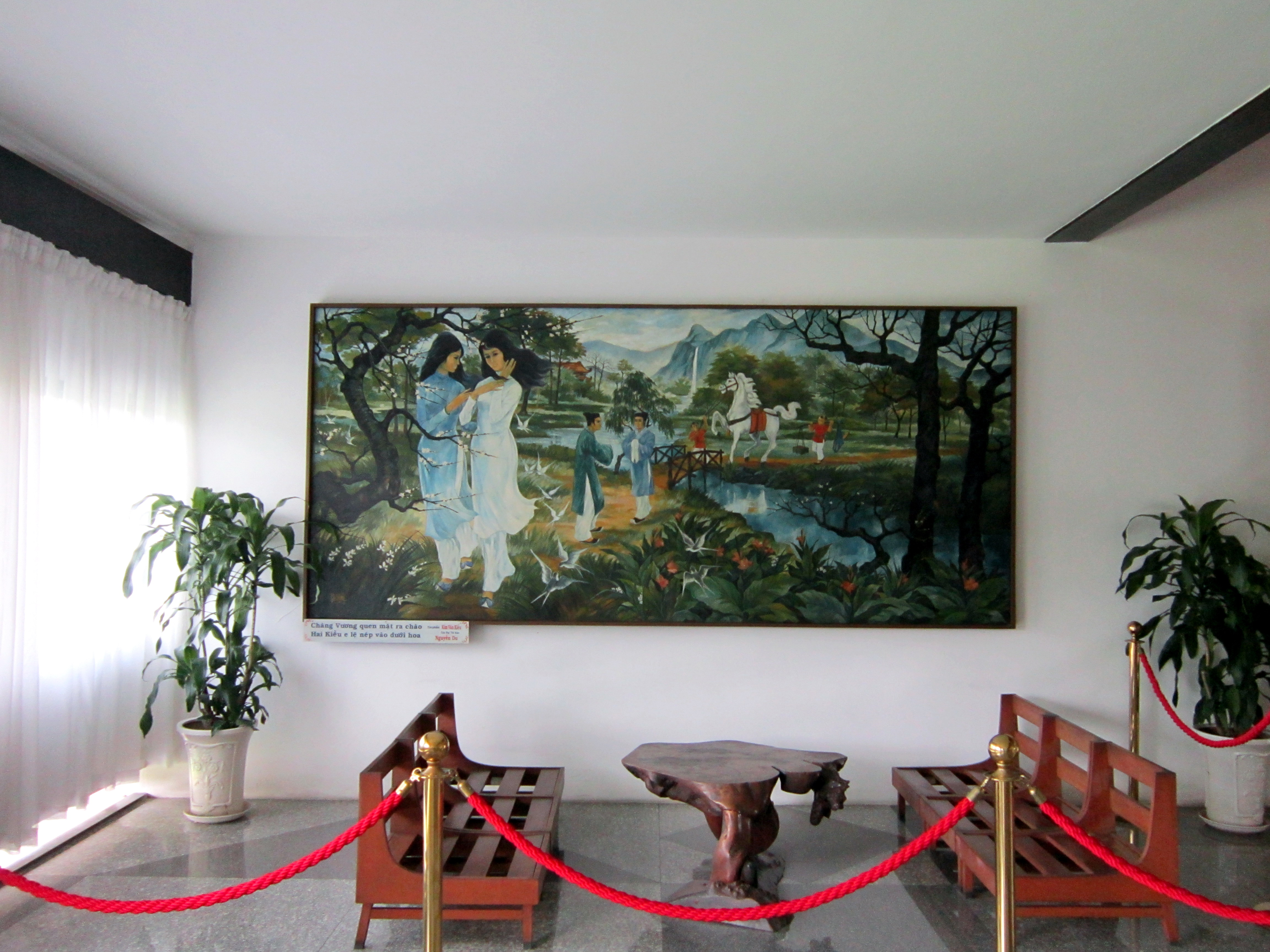
Tranh miêu tả cảnh chị em Thúy Kiều gặp Kim Trọng trong ngày Tết Thanh minh của họa sĩ Lê Chánh, treo trong dinh Độc Lập cũ.

Hàng trăm năm qua, Truyện Kiều vẫn luôn tồn tại trong đời sống của dân tộc Việt. Từ đó, lẩy Kiều, trò Kiều, vịnh Kiều, tranh Kiều, bói Kiều... đã phát sinh trong cộng đồng người Việt. Bên cạnh đó, một số nhân vật trong truyện cũng trở thành nhân vật điển hình, như:
- Sở Khanh: chỉ những người đàn ông phụ tình.
- Tú bà: chỉ những người dùng phụ nữ để mại dâm, và thu lợi về mình.
- Hoạn Thư: chỉ những người phụ nữ có máu ghen thái quá,...

Ngoài ra, Truyện Kiều còn là đề tài cho các loại hình khác, như âm nhạc, hội họa, sân khấu, điện ảnh, thư pháp,... Hiện nay, Truyện Kiều đang được giảng dạy trong môn Ngữ văn lớp 9 và lớp 10 với các đoạn trích được đặt tên như Chị em Thúy Kiều, Cảnh ngày xuân, Kim Kiều gặp gỡ, Kiều ở lầu Ngưng Bích, Mã Giám Sinh mua Kiều, Thúy Kiều báo ân báo oán, Trao duyên, Nỗi thương mình, Chí khí anh hùng, Thề nguyền.

## Ấn bản
Trong các bản in dưới đây, ở một số câu chữ có ít nhiều dị bản.

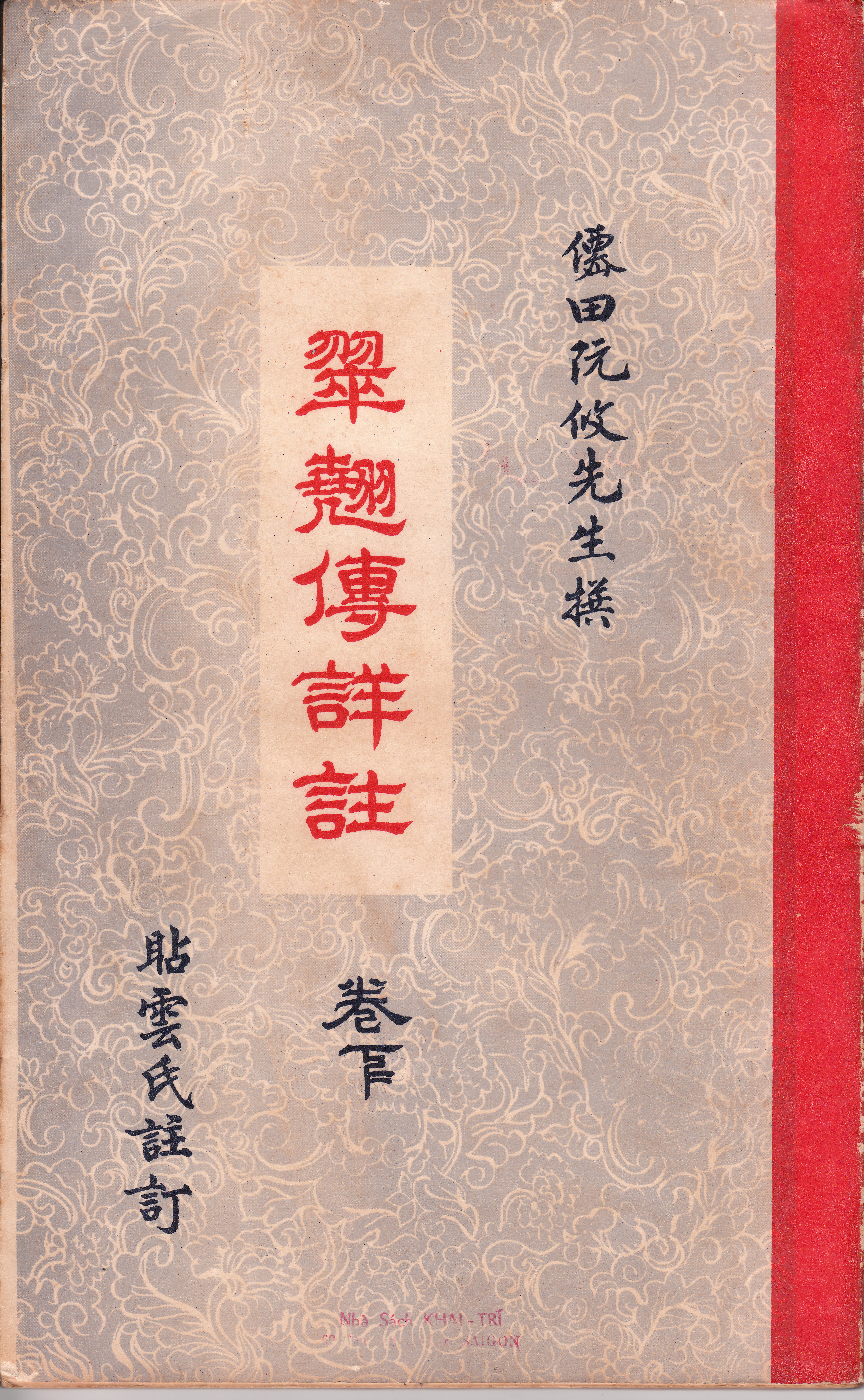
"Thuý Kiều truyện tường chú"(翠翹傳詳註), bản Chiêm Vân Thị (覘雲氏). Chữ"chiêm"覘 ở đây bị viết ngược, hình bàng"kiến"見 viết trước thanh bàng"chiêm"占, tự hình rất giống chữ"thiếp"貼

### Tiếng Việt

#### Bản chữ Nôm
- Kim Vân Kiều tân truyện: Kim Ngọc lâu tàng bản, Tự Đức thứ 25 (1872)
- Kim Vân Kiều tân truyện: Thịnh Mĩ đường tàng bản, Tự Đức thứ 32 (1879)
- Kim Vân Kiều tân truyện: Quan Văn đường tàng bản, Tự Đức thứ 32 (1879)
- Kim Vân Kiều tân truyện: Văn Nguyên đường tàng bản, Tự Đức thứ 32 (1879)
- Kim Vân Kiều tân truyện: Bảo Hoa các tàng bản, Tự Đức thứ 32 (1879)
- Thúy Kiều Truyện tường chú: Chiêm Vân Thị chú đính, Thành Thái (1905?)

...

#### Bản chữ Quốc ngữ
- Poème Kim Vân Kiều truyện: do Trương Vĩnh Ký phiên âm, in ở Sài Gòn năm 1875
- Kim Vân Kiều tân truyện: do Abel des Michels phiên âm, chú thích và dịch sang tiếng Pháp có kèm theo bản nôm gồm ba tập in ở Paris, 1884 - 1885
- Kim Vân Kiều tân truyện: do Edmond Nordemann phiên âm, in ở Hà Nội năm 1897
- Đoạn trường tân thanh: của Kiều Oánh Mậu chú thích, khắc in ở Hà Nội năm 1902
- Kim Vân Kiều tân tập: do nhóm Thời hiền thi tự khắc in năm 1906
- Kim Vân Kiều quảng tập truyện: Liễu Văn Đường tàng bản, (1914)
- Kim Vân Kiều tân truyện: Phúc Văn đường tàng bản, (1918)
- Kim Vân Kiều tân tập: Thời hiền thi tự, Quảng Thịnh đường tàng bản, (1922)
- Kim Vân Kiều: Quan Văn đường tàng bản, (1923)
- Trên lịch treo tường kích thước 25x35 cm (siêu đại) Tết 2017: Truyện Kiều được chọn đưa lên lịch là bản Kiều do học giả Đào Duy Anh phiên âm và chú giải có cập nhật những nghiên cứu Kiều học mới nhất được cộng đồng khoa học công nhận. Mỗi trang lịch ngoài đoạn Kiều chính văn, còn có phần chú giải các từ khó, điển tích. Trong đó Quách Thu Nguyệt đảm trách phần phân đoạn 3.254 câu lục bát Truyện Kiều thành 365 đoạn tương ứng với 365 trang lịch. Họa sĩ Hữu Hiếu vẽ tranh minh họa và do Công ty trách nhiệm hữu hạn An Hảo phát hành[4]

### Ngoại ngữ
- Kim Vân Kiều, bản tiếng Nhật, Aoi Komatsu, Tokyo, 1949.
- Kim Vân Kiều, bản tiếng Trung Quốc, Hoàng Dật Cầu, Bắc Kinh, 1959.
- Kiều, bản tiếng Séc, Gustav Franck, Praha, 1957
- Kim Vân Kiều, bản tiếng Pháp, Xuân Việt, Xuân Phúc, Paris, 1961.
- Kim Vân Kiều, bản tiếng Anh, Lê Xuân Thủy, Sài Gòn, 1963.
- Das Mädchen Kiêu, bản tiếng Đức, in năm 1964.
- Kiều, bản tiếng Pháp, Nguyễn Khắc Viện, Hà Nội, 1965.
- Kim och Kieu, bản tiếng Thuỵ Điển, Magnus Hedlund, Claes Hylinger, Lars Lindvall, Stockholm, 1969.
- The tale of Kieu, bản tiếng Anh, Huỳnh Sanh Thông, New York, 1973.
- Kim Vân Kiều tân truyện, bản tiếng Nhật, Takeuchi Yonosuke, Tokyo, 1985
- Histoire de Kieu, bản tiếng Pháp, Lê Cao Phan, Hà Nội, 1994.
- Kiều, bản tiếng Anh, Michael Councell, Luân Đôn
- Kim Wen Kieov, bản tiếng Ba Lan, Vacsava, (?).
- Thuý Kiều no monogatari (トゥイ・キォウの物語) có nghĩa là Câu truyện của Thuý Kiều. bản tiếng Nhật, Sato Seiji and Kuroda Yoshiko, 2005
- Киеу - Стенания истерзанной души, bản tiếng Nga, Vũ Thế Khôi và Vasili Popov (dịch), Nguyễn Huy Hoàng (biên tập), 2015.
- Kiều (in Duong Tuong's version), Dương Tường, Hà Nội, 2020.

## Một số sách viết về Truyện Kiều
- Đào Duy Anh. Từ điển Truyện Kiều. Hà Nội: Nhà xuất bản Khoa học xã hội, 1974.
- Phan Ngọc. Tìm hiểu phong cách Nguyễn Du trong truyện Kiều, 1985.
- Đào Thái Tôn. Văn bản Truyện Kiều - Nghiên cứu và thảo luận. Nhà xuất bản Hội nhà văn, 2001.
- Nhiều tác giả. Truyện Kiều - Tác phẩm và dư luận. Nhà xuất bản Văn học, 2002.
- Nguyễn Quảng Tuân. Chữ nghĩa Truyện Kiều. Nhà xuất bản Văn học, 2004.
- Thiền sư Thích Nhất Hạnh. Thả một bè lau - Truyện Kiều dưới cái nhìn thiền quán. Nhà xuất bản Lá Bối.

## Chuyển thể hoặc lấy cảm hứng
- Kim Vân Kiều công chiếu năm 1924
- Tổ khúc Kiều Đặng Ngọc Long (Ghi ta)
- MV Bức bình phong (2020) của Trịnh Thăng Bình với bối cảnh một nhà nghiên cứu tác phẩm văn học cổ sống ở thời hiện đại khi đang đọc Truyện Kiều đã bất ngờ lạc về thời của Kiều.[5]
- Kiều (2021)